# Rio Bicudo
O rio Bicudo é um curso de água do estado de Minas Gerais, afluente da margem esquerda do rio das Velhas. O rio nasce na Serra do Boiadeiro, a uma altitude de 870 metros, e deságua a uma altitude de 510 metros em relação ao nível do mar.
O rio percorre aproximadamente 145 quilômetros nos municípios mineiros de Morro da Garça, onde localiza-se a nascente, e Corinto, onde se localiza a sua foz.